# Falize
Falize (Фализ) — французский семейный ювелирный дом, известный своими работами в технике клуазонне (перегородчатая эмаль) и дизайном в японском стиле, а также вкладом в стиль ар нуво. Среди прочей продукции семья Фализ изготовила короны некоторых европейских монархий.

## История

### Alexis Falize (1838—1876)
Основатель предприятия Алексис Фализ (1811—1898) родился в Льеже (ныне Бельгия) в семье мастера-обувщика. После внезапной смерти отца мальчик, которому было на тот момент всего 11 лет, был отправлен в Париж к родственникам для завершения образования.
В 1832 году Алексис начал работать в парижской ювелирной мастерской «Mellerio dits Meller». Через два года он перешел в фирму «Janisset», владелица которой стала оказывать ему покровительство. Благодаря её помощи уже в 1838 году Алексис открыл собственное дело, а в 1841 году зарегистрировал свою торговую марку.
Его специализацией были украшения с полудрагоценными камнями, замысловатой работой по металлу и эмалью. С 1860 по 1865 год Алексис экспериментировал и учился у самых талантливых мастеров своего времени. В 1868 году вместе с Эженом Фонтенэ организовал профессиональную школу рисунка для ювелиров.
В 1869 году его выставка в Union Centrale des Beaux-Arts Appliqués à l'Industrie была удостоена медали первого класса. В 1871 году Алексис представил новый метод перегородчатой эмали. Его изделия были вдохновлены разными историческими эпохами и экзотическими культурами (Персией, Индией, Японией, Китаем); они широко копировались и вызвали всеобщий интерес к использованию техники клуазонне.

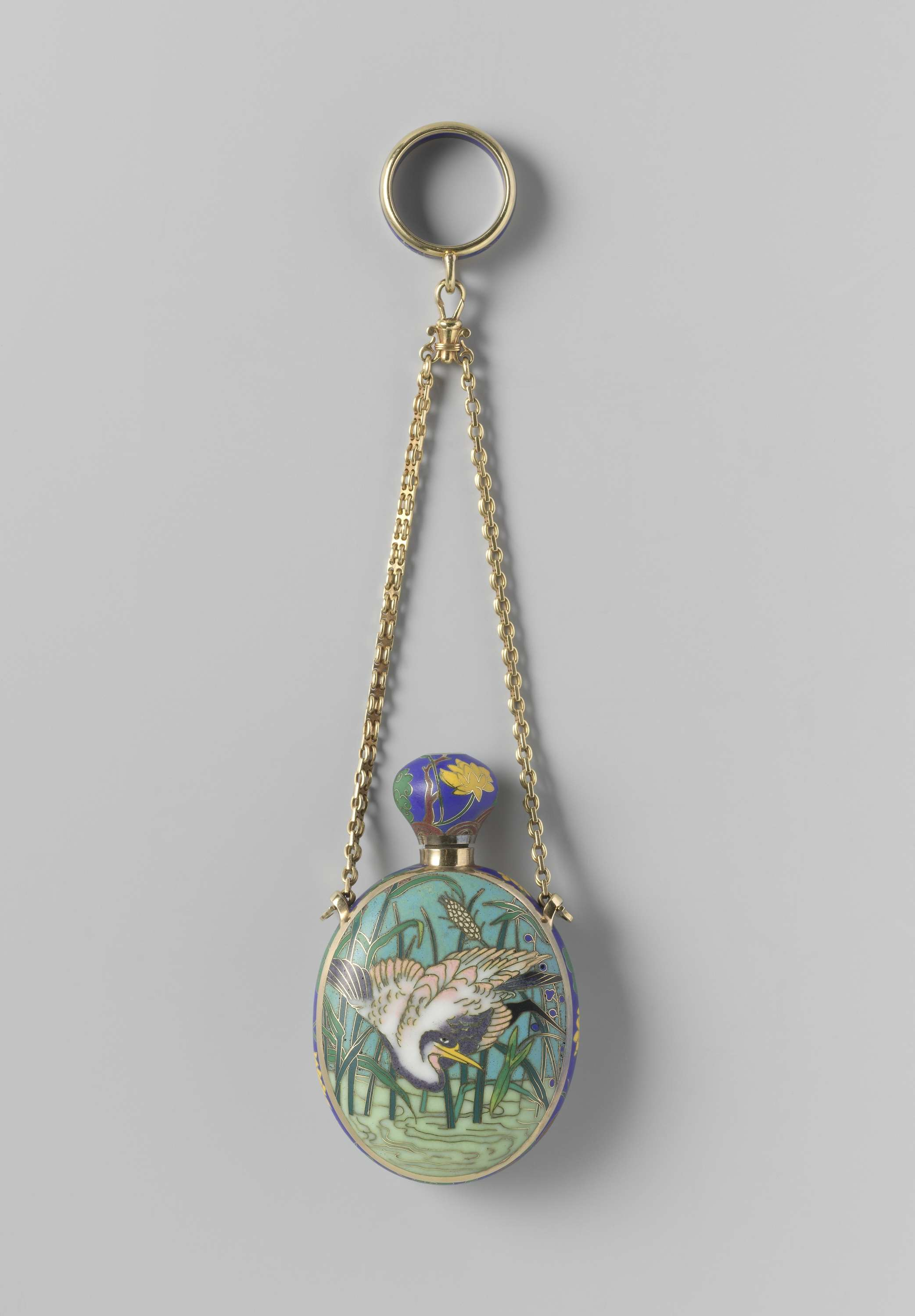
Флакон для нюхательных солей (золото и эмаль; между 1867 и 1870) — Рейксмюсеум
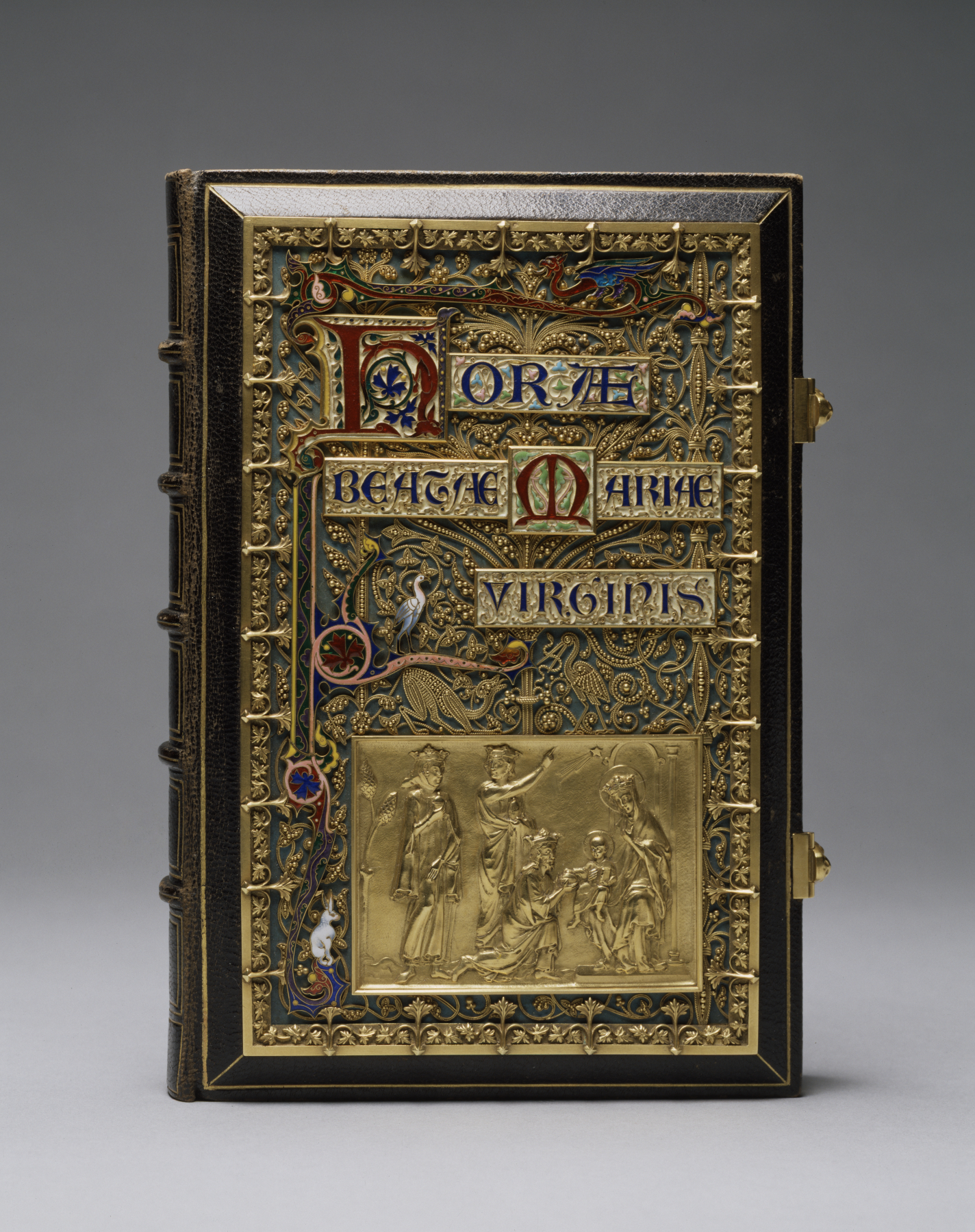
Обложка для часослова в неоготическом стиле с изображением Поклонения волхвов (серебро, позолота, эмаль; 1870) — Художественный музей Уолтерса
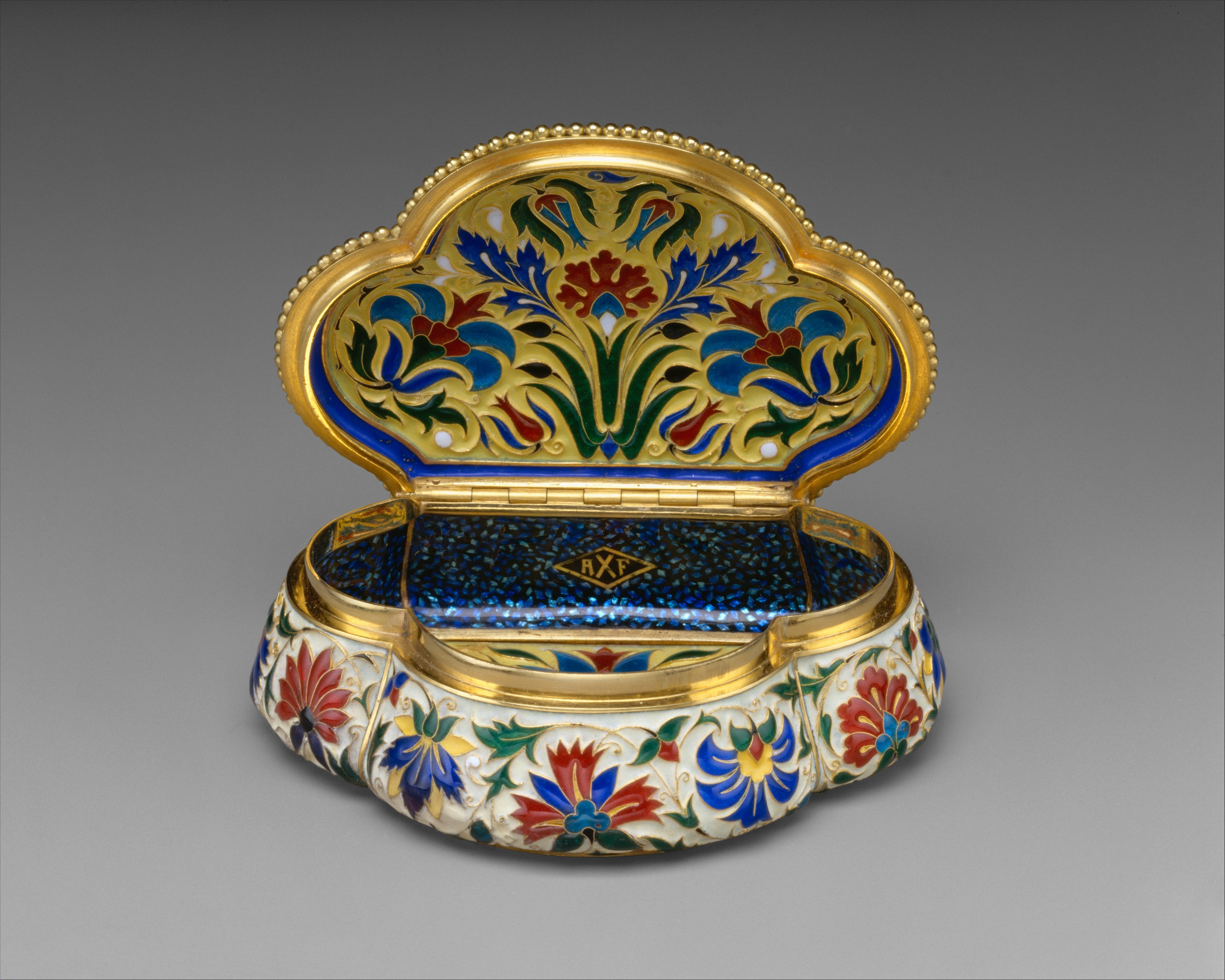
Шкатулка в персидском стиле (золото и эмаль; ок. 1875) — Метрополитен-музей

### Lucien Falize (1876—1880, 1892—1897) и Bapst et Falize (1880—1892)
Когда Алексис вышел на пенсию в 1876 году, во главе семейного предприятия встал его сын Люсьен (1839—1897), работавший и обучавшийся у своего отца с 17 лет и ставший его полноправным партнером с 1871 года. Сын разделял интерес отца, чьим мнением и советом интересовался до конца жизни, к прошлым эпохами — особенно Ренессансу — и японскому искусству, которое он изучал в парижском Лувре и музеях Лондона. Тогда же он начал теоретически обосновывать зарождающееся движение ар нуво, публикуя под псевдонимом «Месье Жосс» статьи для ежемесячного журнала «Le Japon artistique». В 1878 году на Всемирной выставке в Париже Люсьен получил главный приз и был награжден орденом Почётного легиона.
Эта большая и престижная выставка привлекла к ювелирному дому внимание более широкой аудитории, чем когда-либо прежде, и вскоре после этого успеха Жермен Бапст предложил объединить их фирмы. В 1880 году новый союз был официально оформлен, удачно соединив популярность работ «Falize» с традициями и клиентурой ювелиров королевского двора «Bapst», ведущих свою историю с первой половины XVIII века (они работали с регалиями Наполеона I и Людовика XVIII и создали инсигнии для коронации Карла X). Торговый знак партнерства состоял из букв B и F и стилизованного перстня с жемчужиной между ними. Мастерская «Bapst et Falize», в 1882 году переехавшая в новое специально построенное здание, пользовалась большим успехом. Но в 1892 году партнеры договорились мирно расстаться из-за того что Жермен Бапст решил посвятить себя академическим исследованиям.

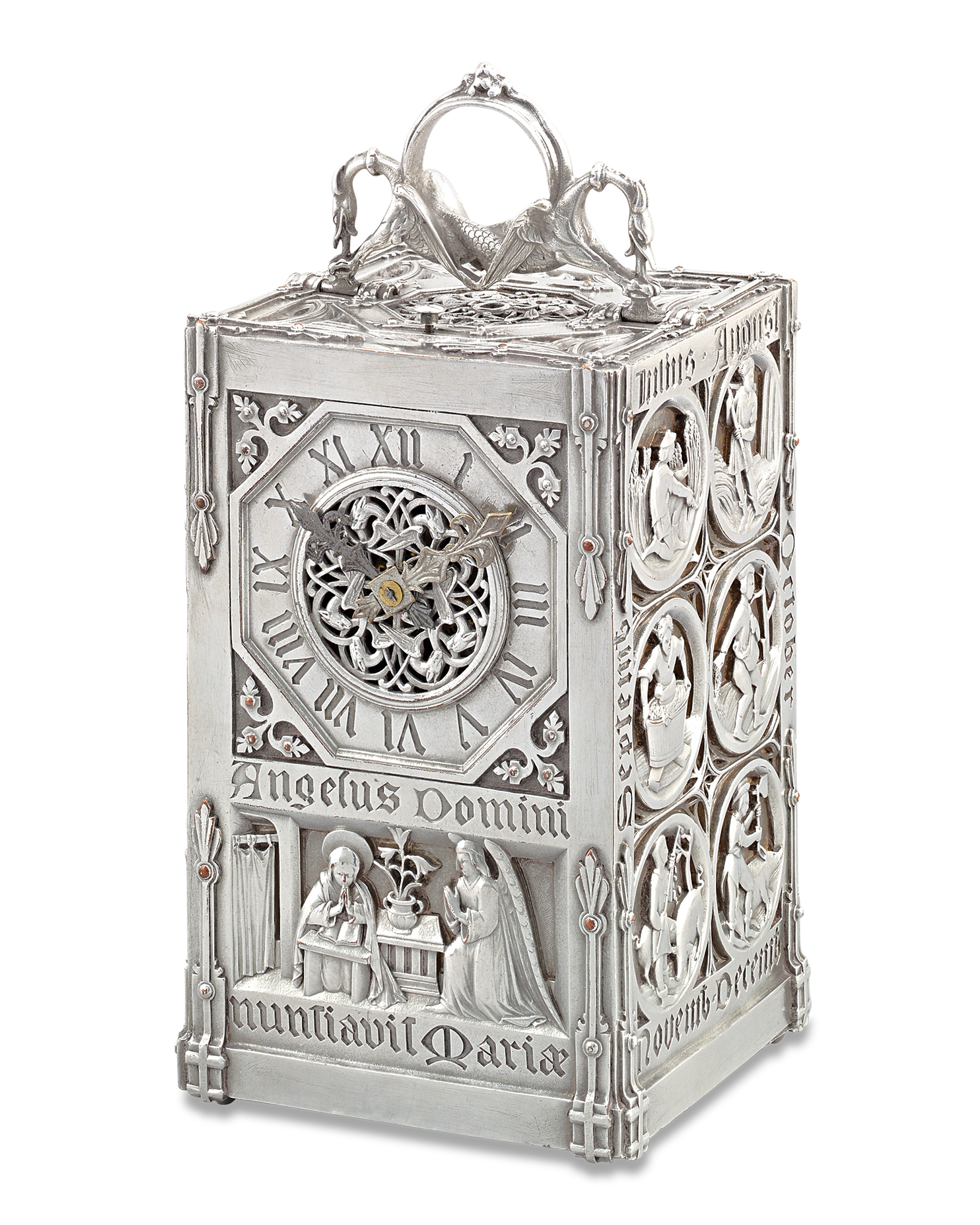
Каретные часы в неоготическом стиле (бронза и сталь; 1878) — Музей искусств округа Лос-Анджелес
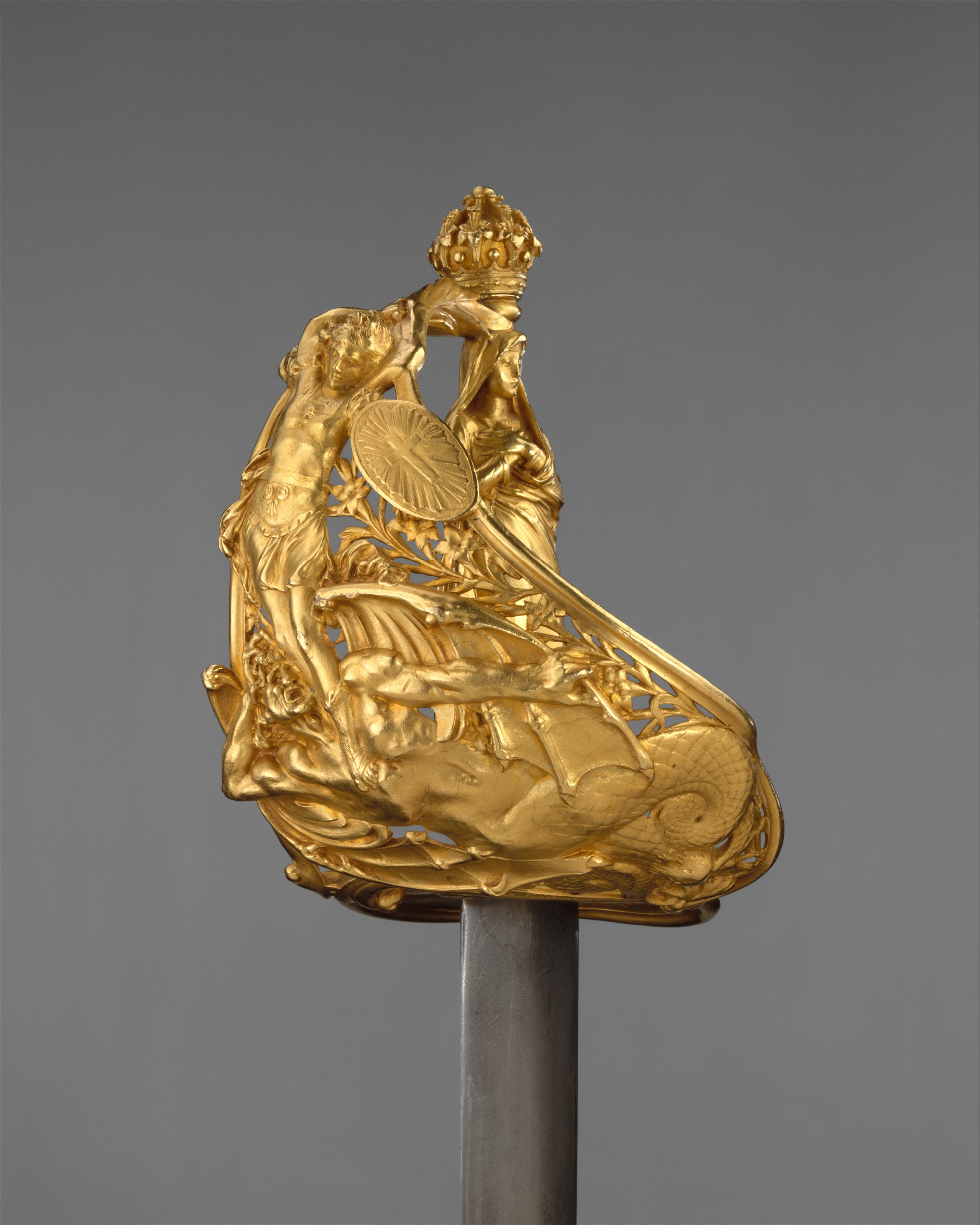
Эфес шпаги (бронза и золото; дизайн — Альбер-Эрнест Каррье-Беллёз; 1881–82) — Метрополитен-музей
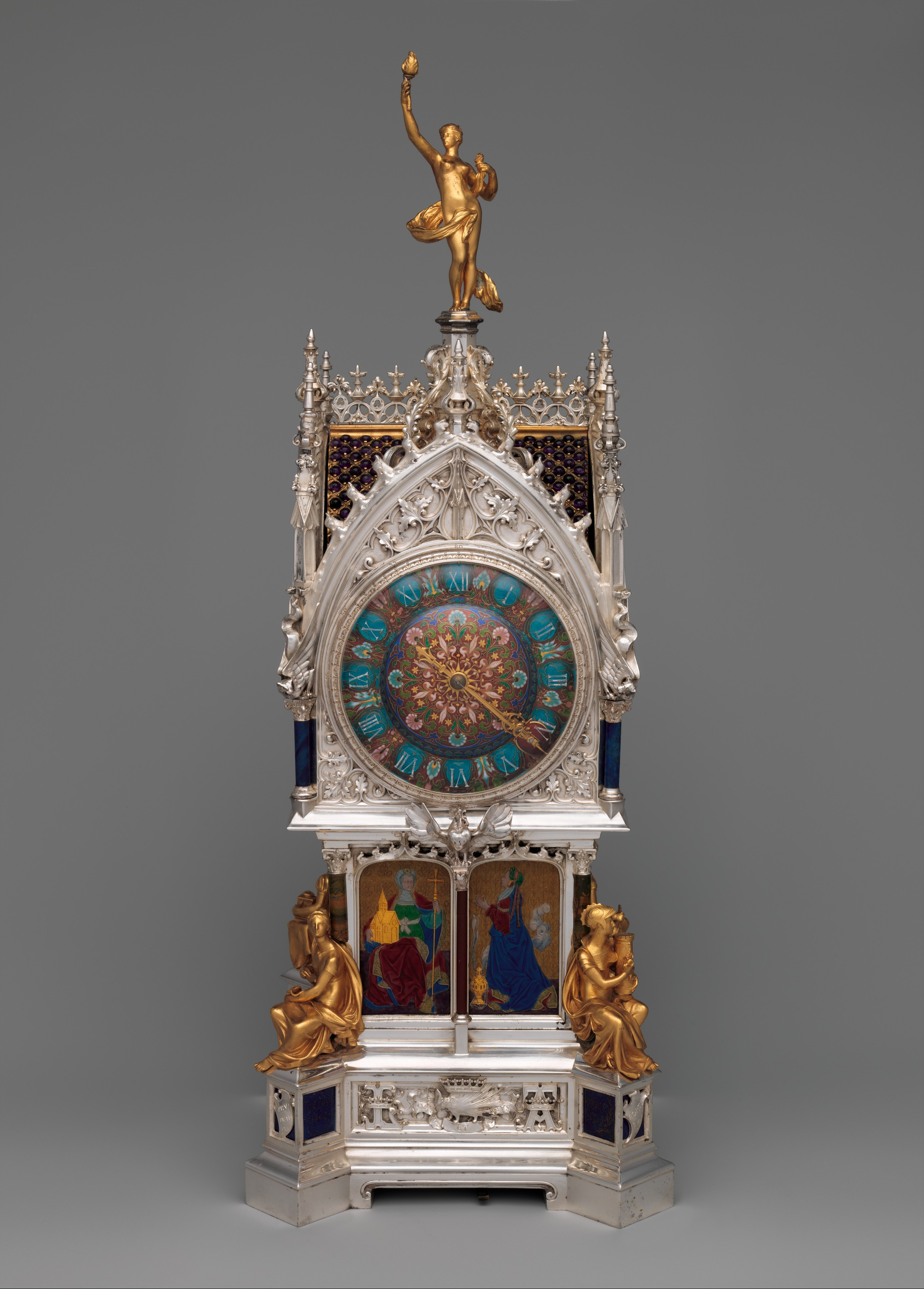
Настольные часы с календарем в неоготическом стиле, выставлявшиеся на Всемирной выставке 1889 года (cеребро, золото, эмаль, горный хрусталь, аметисты, бриллианты; 1881) — Метрополитен-музей
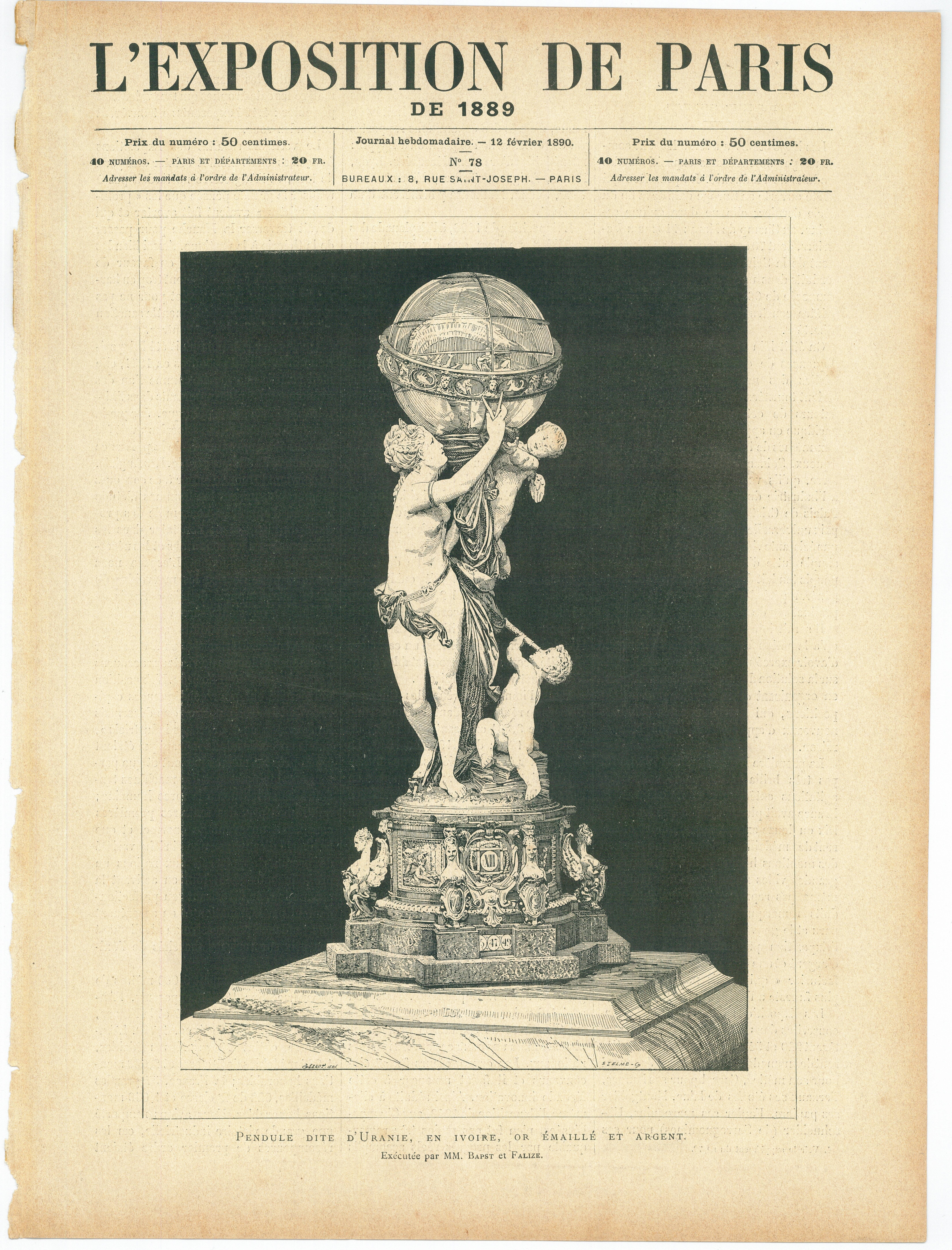
Обложка каталога Всемирной выставки 1889 года с изображением одной из работ «Bapst et Falize» (1890)

### Falize Frères (1897—1936)
Когда Люсьен внезапно умер в 1897 году, его сыновья Андре (1872—1936), Жан-Анри (1874—1948) и Пьер-Исидор (1875—1953) продолжили работу под названием «Falize Frères» («Братья Фализ»). Общее руководство принял на себя старший брат, прошедший стажировку у ювелиров и чеканщиков в Париже и Люцерне и присоединившийся к семейному предприятию в 1894 году. Андре был чрезвычайно харизматичным человеком с большим кругом друзей, включавшим министров, политиков, актеров и писателей, многие из которых стали его клиентами и наоборот.
Братья приняли участие во Всемирной выставке 1900 года. Их экспозиция объединила собственные работы Люсьена, совместные работы Люсьена и Андре, работы начатые Люсьеном и завершенные его сыновьями, несколько совершенно новых работ братьев. Эти новые изделия были в значительной степени выполнены в стиле ар нуво, который в то время захватил Париж и стал источником вдохновения для мастерской в течение следующего десятилетия. Представленные произведения были удостоены двух Гран-при как дань уважения прошлому и признание настоящего. Интерес заказчиков не оставлял компанию и в 1904 году ею были изготовлены коронационные регалии для короля Сербии Петра I Карагеоргиевича, а в 1922 году корона для королевы Румынии Марии Эдинбургской.
Решимость Андре и его преданность эстетическим принципам отца и деда поначалу были большим преимуществом. Но по мере того, как времена и моды менялись, ювелирному дому оказалось трудно приспособиться к этим изменениям. Его последняя книга заказов датируется периодом с декабря 1919 года по июль 1935 года и содержит только 262 записи за 16 лет. Как и многие другие, фирма сильно пострадала во время Первой мировой войны. Вскоре после её окончания Жан вышел из дела, а Пьер с самого начала участвовал в нём минимально. Когда Андре скончался в 1936 году, некогда престижная торговая марка умерла вместе с ним.

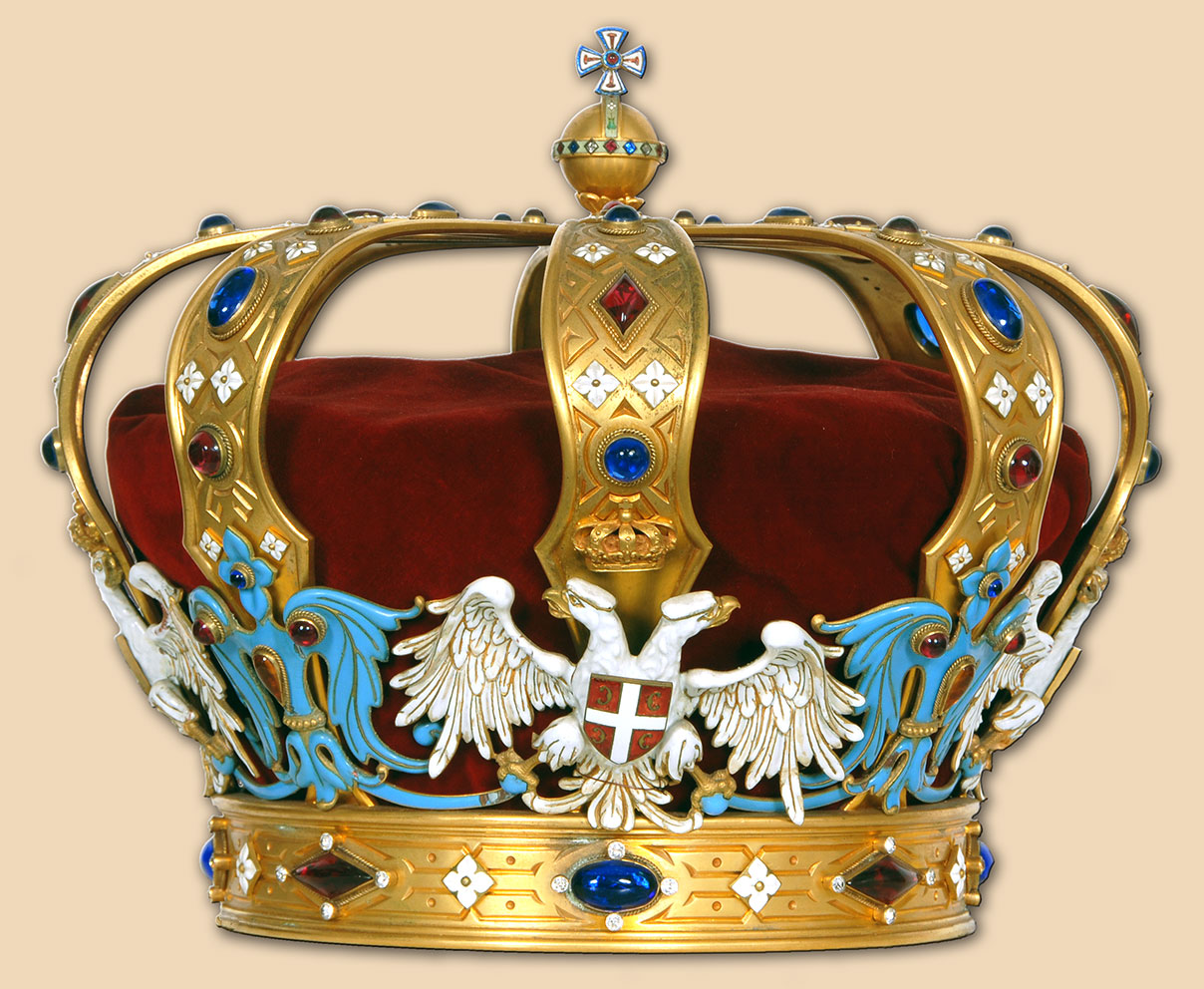
Корона короля Сербии Петра I Карагеоргиевича (бронза, позолота, эмаль, полудрагоценные камни; дизайн — Михайло Валтрович; 1904) — Исторический музей Сербии
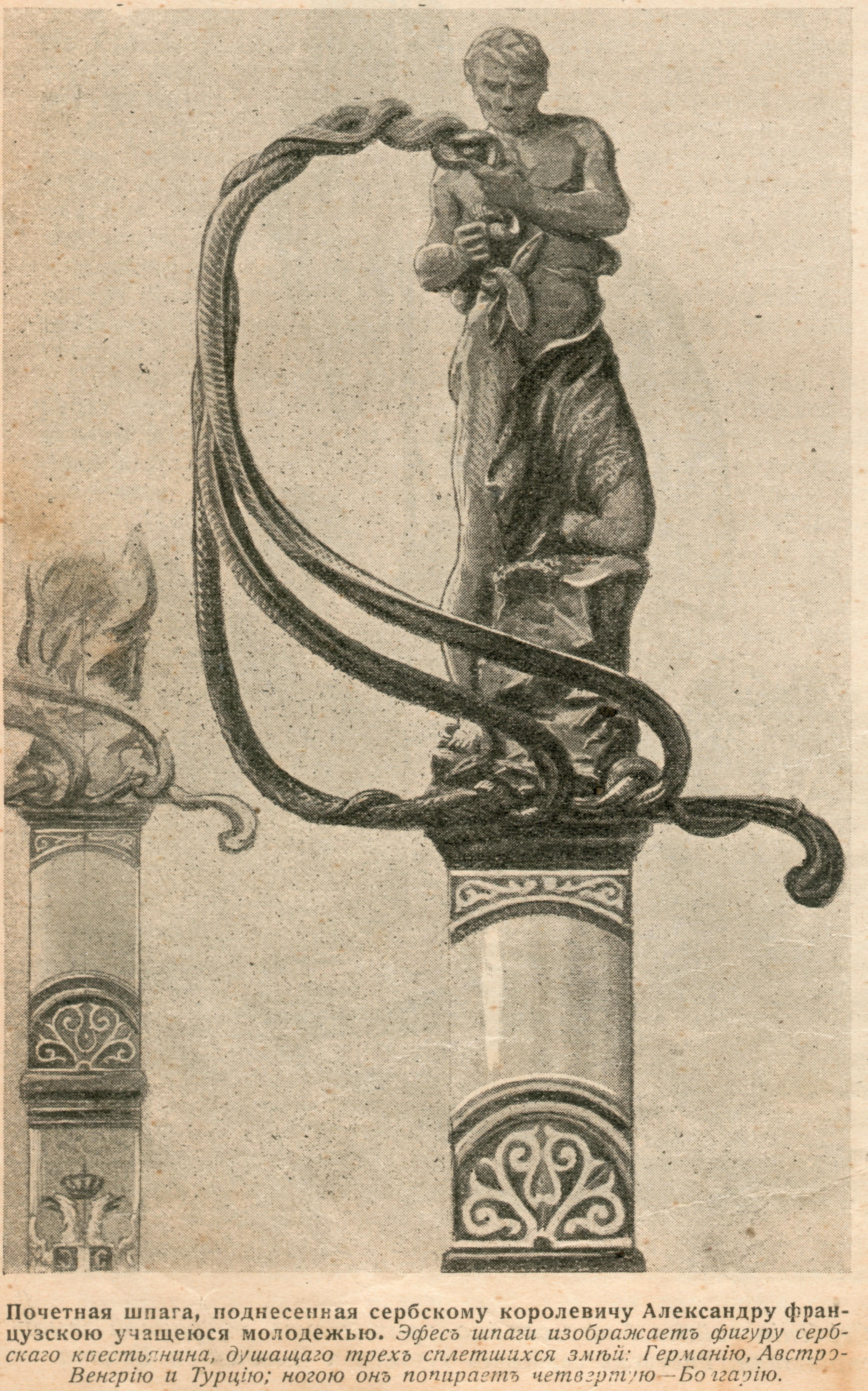
Эфес шпаги, подаренной принцу Александру Карагеоргиевичу в ходе визита во Францию — Журнал «Нива» (19 ноября 1916 года)
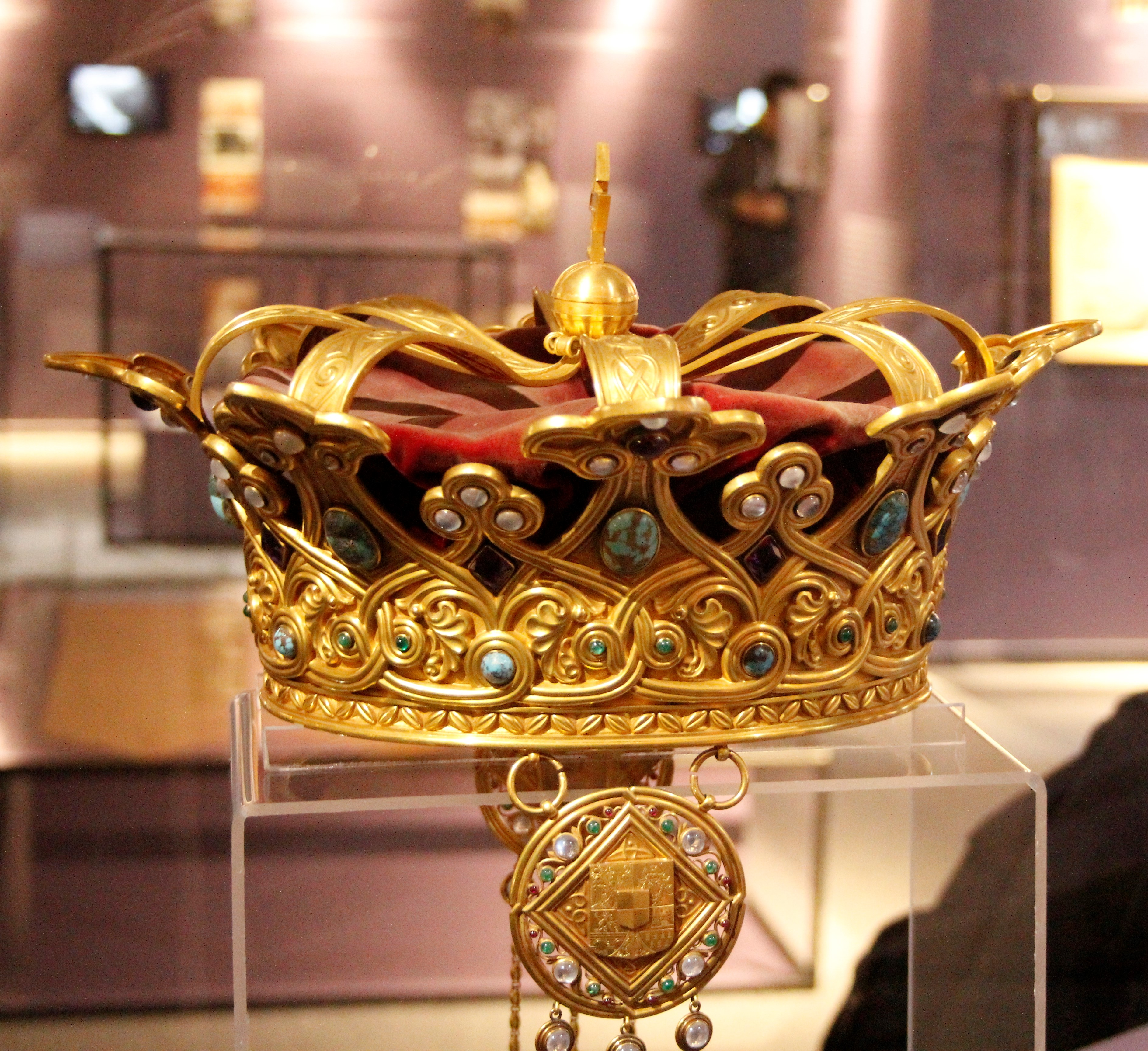
Корона королевы Румынии Марии Эдинбургской (золото, бирюза, аметисты, опалы, хризопразы, гранаты; дизайн — Костин Петреску; 1922) — Национальный музей истории Румынии